# Деніс Керрі
Деніс Керрі (англ. Denise Curry, 22 серпня 1959) — американська баскетболістка.
Олімпійська чемпіонка 1984 року.
Переможниця Панамериканських ігор 1983 року, срібна призерка 1979 року.
Чемпіонка світу 1979 року, срібна призерка 1983 року.
Переможниця Кубка Р. Вільяма Джонса 1979, 1984 років.
Срібна призерка Універсіади 1981 року.